# Episkopi Cantonment
Episkopi Cantonment è la capitale di Akrotiri e Dhekelia, due territori dell'isola di Cipro, occupati da basi militari della Gran Bretagna. È situata alle coordinate: 34° 40′ 0″ N e 32° 51′ 0″ E.
Episkopi Cantonment è sede della SBAA (Sovereign Base Areas Administration).